# 갓돌

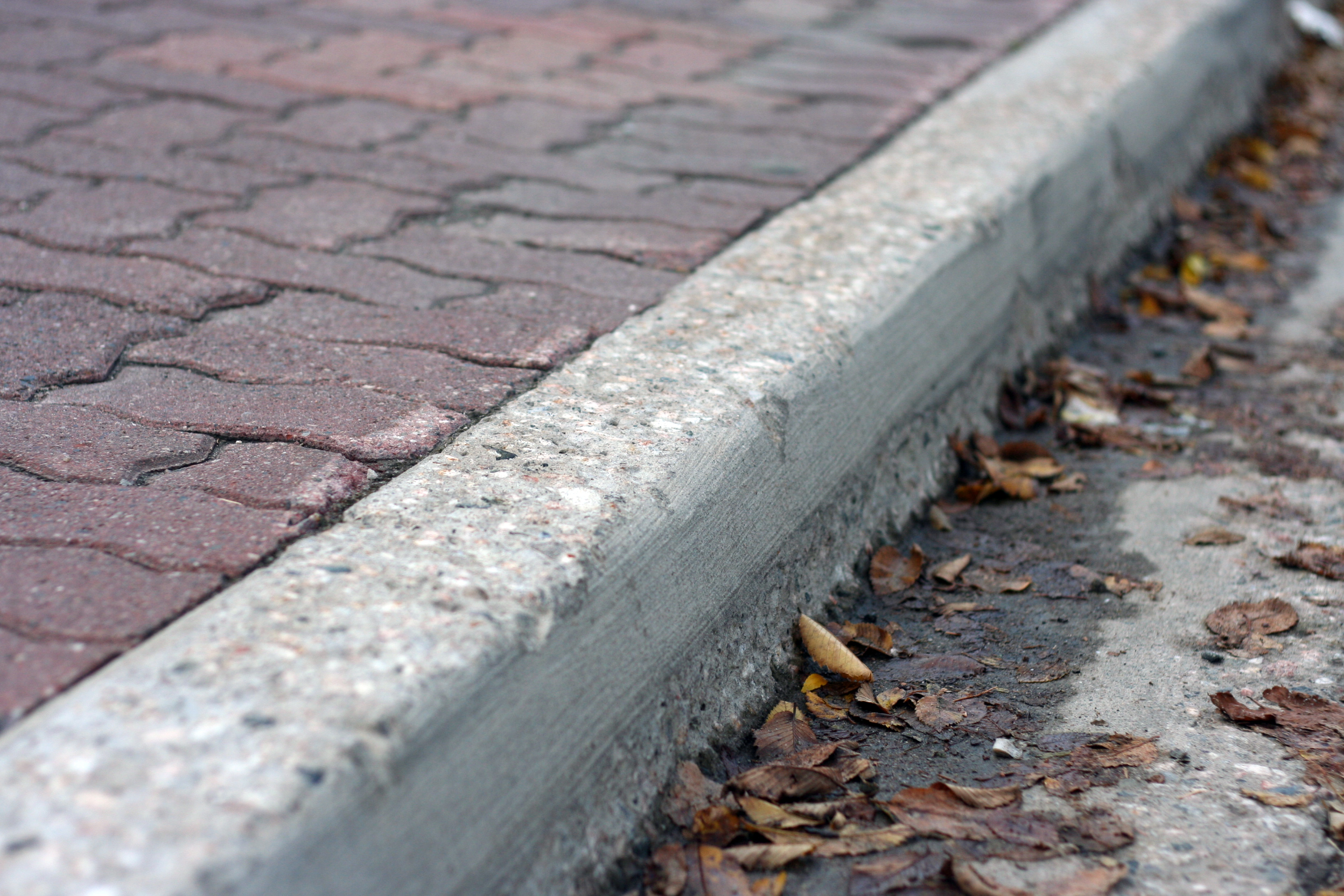

갓돌은 보도(sidewalk)의 차도 쪽 가장자리에 있다.

## 명칭
연석 또는 도로 경계석이라고도 부른다.

## 같이 보기
- 가드레일